# Ptolemeu de l'Epir
Ptolemeu de l'Epir (en llatí Ptolemaeus, en grec antic Πτολεμαῖος), fou rei de l'Epir des aproximadament el 248 aC fins potser el 235 aC.
Era el segon fill del rei Alexandre II de l'Epir i d'Olímpies i net de Pirros.
A la mort del pare, Olímpies va assolir la regència en nom dels seus dos fills menors Pirros II i Ptolemeu. A la mort de Pirros II cap a l'any 248 aC va quedar com a rei únic. Segons l'historiador Justí, va organitzar una expedició militar durant la qual va caure malalt i va morir circa el 235 aC. Però Poliè afirma que aquest rei va ser assassinat a traïció. El va succeir el seu nebot Pirros III, que va morir molt poc després i a ell el va succeir Didàmia, filla de Pirros II.